# Fenneviller
Fenneviller är en kommun i departementet Meurthe-et-Moselle i regionen Grand Est (tidigare regionen Lorraine) i nordöstra Frankrike. Kommunen ligger i kantonen Badonviller som tillhör arrondissementet Lunéville. År 2022 hade Fenneviller 105 invånare.

## Befolkningsutveckling
Antalet invånare i kommunen Fenneviller
| Referens: INSEE |